# 2431 Skovoroda
2431 Skovoroda è un asteroide della fascia principale. Scoperto nel 1978, presenta un'orbita caratterizzata da un semiasse maggiore pari a 2,6422671 UA e da un'eccentricità di 0,2841246, inclinata di 2,98014° rispetto all'eclittica.
È intitolato al filosofo ucraino Hryhorij Savyč Skovoroda, (1722 - 1794).